# Parafia św. Marii Magdaleny w Szczucinie
Parafia pw. Świętej Marii Magdaleny w Szczucinie – parafia rzymskokatolicka znajdująca się w diecezji tarnowskiej w dekanacie Szczucin. Erygowana w XIII wieku. Mieści się przy Rynku. Prowadzą ją księża diecezjalni.